# Blastus borneensis
Blastus borneensis là một loài thực vật có hoa trong họ Mua. Loài này được Cogn. ex Boerl. mô tả khoa học đầu tiên năm 1890.